# Mont-l’Évêque
Mont-l’Évêque ist eine französische Gemeinde mit 405 Einwohnern (Stand: 1. Januar 2022) im Département Oise in der Region Hauts-de-France. Sie gehört zum Arrondissement Senlis und zum Kanton Senlis.

## Geographie
Die Gemeinde Mont-l’Évêque liegt an der Nonette im Regionalen Naturpark Oise-Pays de France. etwa drei Kilometer südöstlich des Stadtzentrums von Senlis am Rand des Waldes von Chantilly. Umgeben wird Mont-l’Évêque von den Nachbargemeinden Chamant im Norden, Barbery im Nordosten, Borest im Osten, Fontaine-Chaalis im Südosten und Süden, Thiers-sur-Thève und Pontarmé im Südwesten sowie Senlis im Westen.

## Bevölkerungsentwicklung
| Jahr                       | 1962 | 1968 | 1975 | 1982 | 1990 | 1999 | 2006 | 2013 | 2021 |
| -------------------------- | ---- | ---- | ---- | ---- | ---- | ---- | ---- | ---- | ---- |
| Einwohner                  | 445  | 432  | 401  | 387  | 494  | 480  | 450  | 405  | 395  |
| Quellen: Cassini und INSEE |      |      |      |      |      |      |      |      |      |

## Sehenswürdigkeiten
- Kirche Saint-Germain um 1225 erbaut, seit 1969 Monument historique
- Schloss mit Kapelle aus dem 15. Jahrhundert, seit 1862 Monument historique
- Ruinen der Abtei (Abbaye de la Victoire)
- Wasserturm

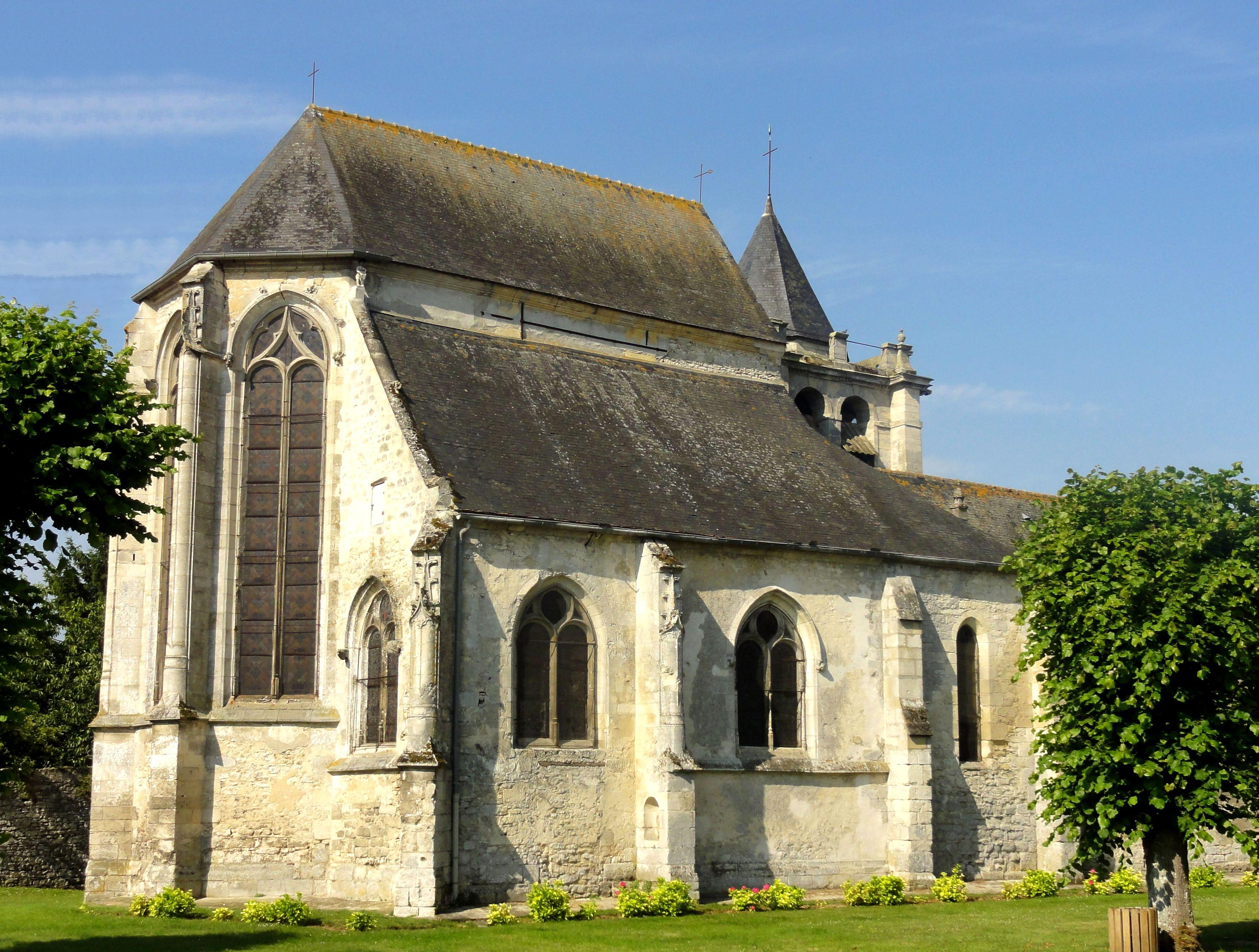
Kirche Saint-Germain
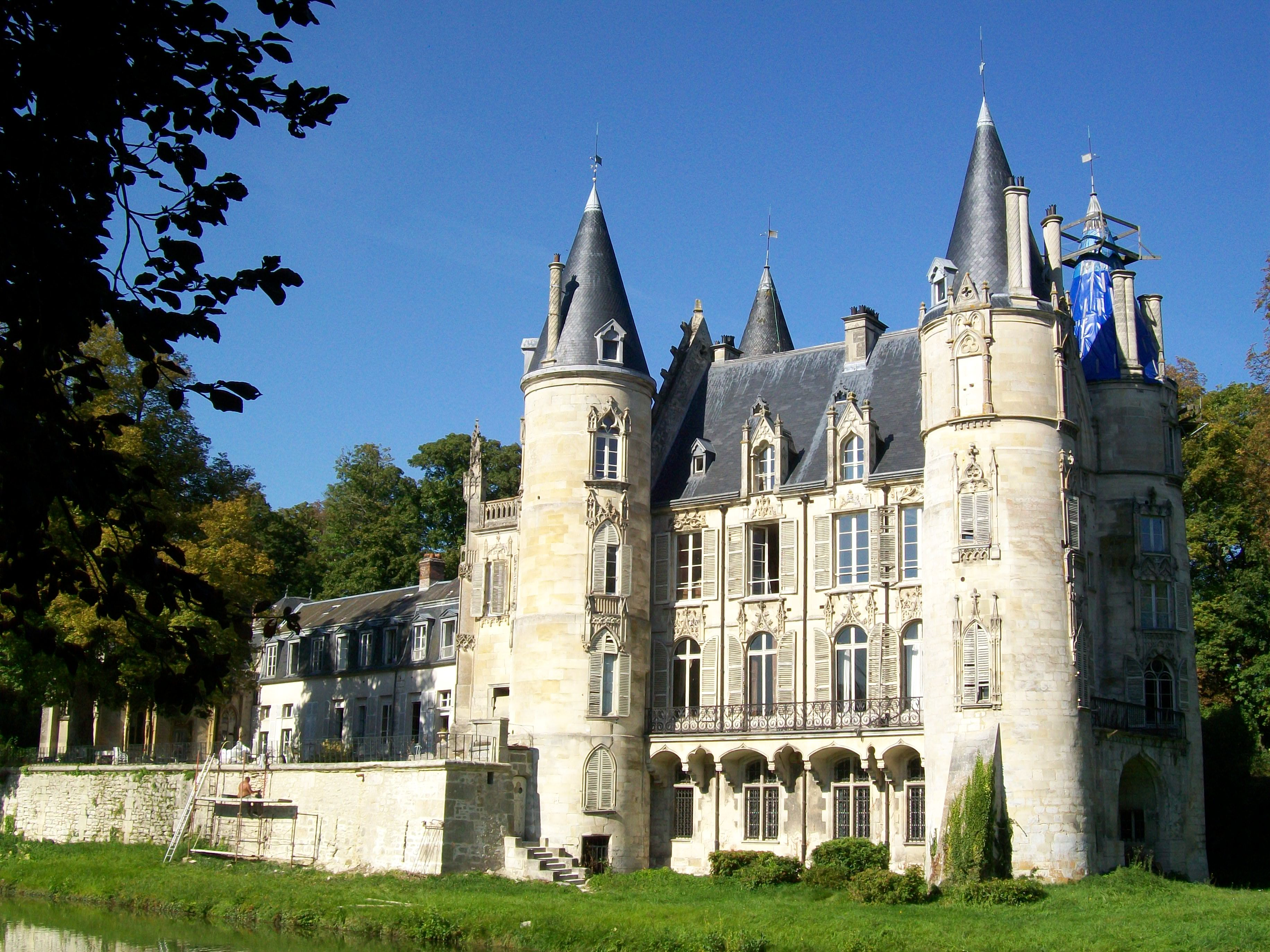
Schloss
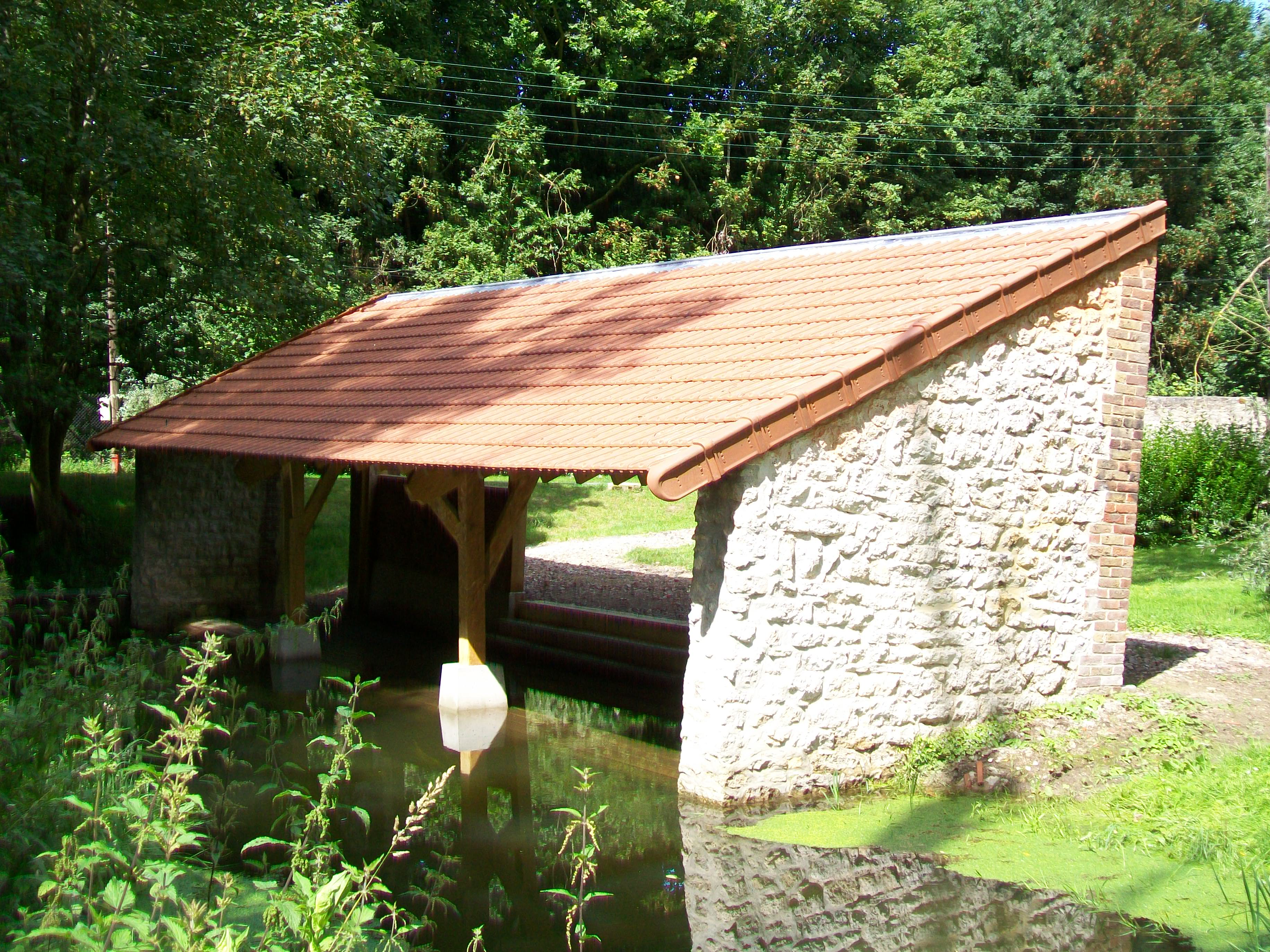
Lavoir
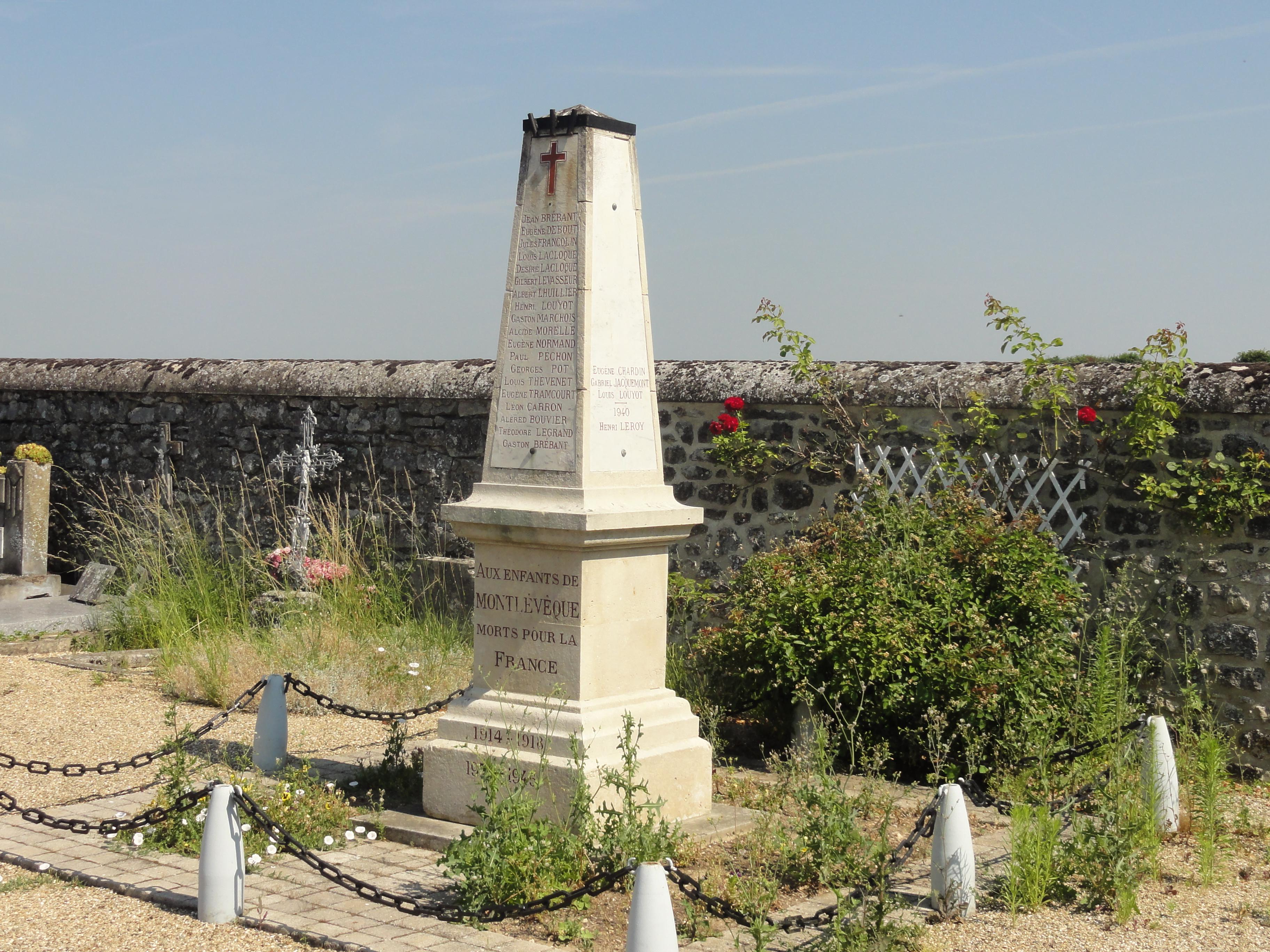
Gefallenendenkmal

## Persönlichkeiten
- Gabriel Guérin (1892–1918), Flieger-As